# Domalain
Domalain é uma comuna francesa na região administrativa da Bretanha, no departamento Ille-et-Vilaine. Estende-se por uma área de 33,71 km². Em 2010 a comuna tinha 2 072 habitantes (densidade: 61,5 hab./km²).